# Epicrea insignis
Epicrea insignis är en svampart som beskrevs av Petr. 1950. Epicrea insignis ingår i släktet Epicrea och familjen Clavicipitaceae.   Inga underarter finns listade i Catalogue of Life.